# Craspedotis
Craspedotis là một chi bướm đêm thuộc họ Gelechiidae.